# Irina Demick
Irina Demick (n. 16 octombrie 1936, Pommeuse⁠(d), Île-de-France, Franța – d. 8 octombrie 2004, Indiana, SUA) a fost o actriță franceză de origine rusă. Printre cele mai cunoscute filme ale sale se numără Ziua cea mai lungă, Vizita, Acei oameni minunați în mașinile lor zburătoare și Clanul sicilienilor.

## Biografie
Inițial a fost fotomodel și a lucrat pentru Dior și Givenchy. Demick a devenit cunoscută în 1962, cu rolul luptătoarei din rezistență, Janine Boitard, în producția de anvergură Ziua cea mai lungă. În filmul Vizita, ecranizarea lui Bernhard Wicki după piesa lui Friedrich Dürrenmatt, a jucat în rolul Anyei alături de Ingrid Bergman și Anthony Quinn. Cel mai mare succes al ei l-a obținut cu multiplul rol ca Brigitte, Ingrid, Marlene, Françoise, Yvette și Betty în Acei oameni minunați în mașinile lor zburătoare în regia lui Ken Annakin. A jucat alături de Jean Gabin și Alain Delon în filmul lui Henri Verneuil, Clanul sicilienilor (1969).
După aceste filme de succes a anilor 1960, au urmat câteva roluri de mâna a doua, fără rezonanță. În anul 1972 s-a căsătorit cu un om de afaceri francez și și-a încheiat cariera de actriță.

## Filmografie selectivă
- 1959 Julie la rousse, regia Claude Boissol
- 1962 Ziua cea mai lungă (The Longest Day), regia Ken Annakin și Andrew Marton
- 1963 OSS 117 segretissimo (OSS 117 se déchaîne), regia André Hunebelle
- 1964 Vizita (The Visit), regia Bernhard Wicki
- 1964 Domn de companie (Un Monsieur de compagnie), regia Philippe de Broca
- 1965 Il giorno dopo (Up from the Beach), regia Robert Parrish
- 1965 Acei oameni minunați în mașinile lor zburătoare (Those Magnificent Men in Their Flying Machines or How I Flew from London to Paris in 25 hours 11 minutes), regia Ken Annakin
- 1965 Sotto il tallone (La Métamorphose des cloportes), regia Pierre Granier-Deferre
- 1966 I dolci peccati di Venere (Grieche sucht Griechin), regia Rolf Thiele
- 1967 Tiffany memorandum, regia Sergio Grieco
- 1968 Prudenza e la pillola (Prudence and the Pill), regia Fielder Cook
- 1969 La porta del cannone, regia Leopoldo Savona
- 1969 L'arcangelo, regia Giorgio Capitani
- 1969 Clanul sicilienilor (Le Clan des Siciliens), regia Henri Verneuil
- 1970 Quella chiara notte d'ottobre, regia Massimo Franciosa
- 1970 Femmine carnivore (Die Weibchen), regia Zbyněk Brynych
- 1971 Goya, historia de una soledad, regia Nino Quevedo
- 1972 Ragazza tutta nuda assassinata nel parco, regia Alfonso Brescia
- 1972 Estratto dagli archivi segreti della polizia di una capitale europea, regia Riccardo Freda
- 1972 Le Manoir aux filles (Ragazza tutta nuda assassinata nel parco), regia Alfonso Brescia